# تیم دونفره کریچیکووا–سینیاکووا
تنیس بازان چک، باربورا کریچیکووا و کاترینا سینیاکووا از سال ۲۰۱۳ تا ۲۰۲۳ یک همکاری موفق دو نفره تشکیل دادند. آنها هفت تورنمنت بزرگ و عنوان دیگر انجمن تنیس زنان (دابلیوتی‌اِی) را کسب کردند. با پیروزی در المپیک ۲۰۲۰ و فینال دابلیوتی‌اِی ۲۰۲۱ آنها تنها تیم دونفره زنان هستند که با هم سوپراسلم حرفه‌ای را تکمیل کرده‌اند. آنها سه سال را در رده ۱ دوبل به پایان رساندند.

## تاریخچه

### ۲۰۱۷–۲۰۱۳ موفقیت در دوره نوجوانی و سال‌های اولیه حرفه‌ای
پس از پیروزی های خود در رده سنی نوجوانان، این تیم از سال ۲۰۱۴ تا ۲۰۱۷ به‌طور متناوب بازی کرد. سینیاکووا اولین کسی بود که خود را در دبلیو تی ای تور تثبیت کرد و در سال ۲۰۱۶ به ۵۰ نفر برتر تک نفره رسید، در حالی که کریچیکووا در ابتدا با مشکل مواجه شد و تا سال ۲۰۲۰ به ۱۰۰ نفر برتر تک نفره نرسید.    این شکاف در رتبه‌بندی گاهی وقت‌ها ورود آنها به مسابقات مشابه را دشوار می‌کرد،  اما آنها موفق شدند در سال ۲۰۱۶ در چندین رویداد با هم بازی کنند. در مسابقات اوپن فرانسه، در راهِ رسیدن به اولین نیمه نهایی دونفره زنان بزرگ، آنها تیم مارتینا هینگیس و سانیا میرزا را که در تلاش برای پایان دادن به یک گرند اسلم غیر تقویمی بودند، شکست دادند.  آنها علاوه بر این به یک چهارم نهایی یواِس اُپن (به انگلیسی: US Open) رسیدند.  

### ۲۰۲۰–۲۰۱۸ اولین عناوین گرند اسلم، قهرمانی فِد کاپ، رتبه ۱

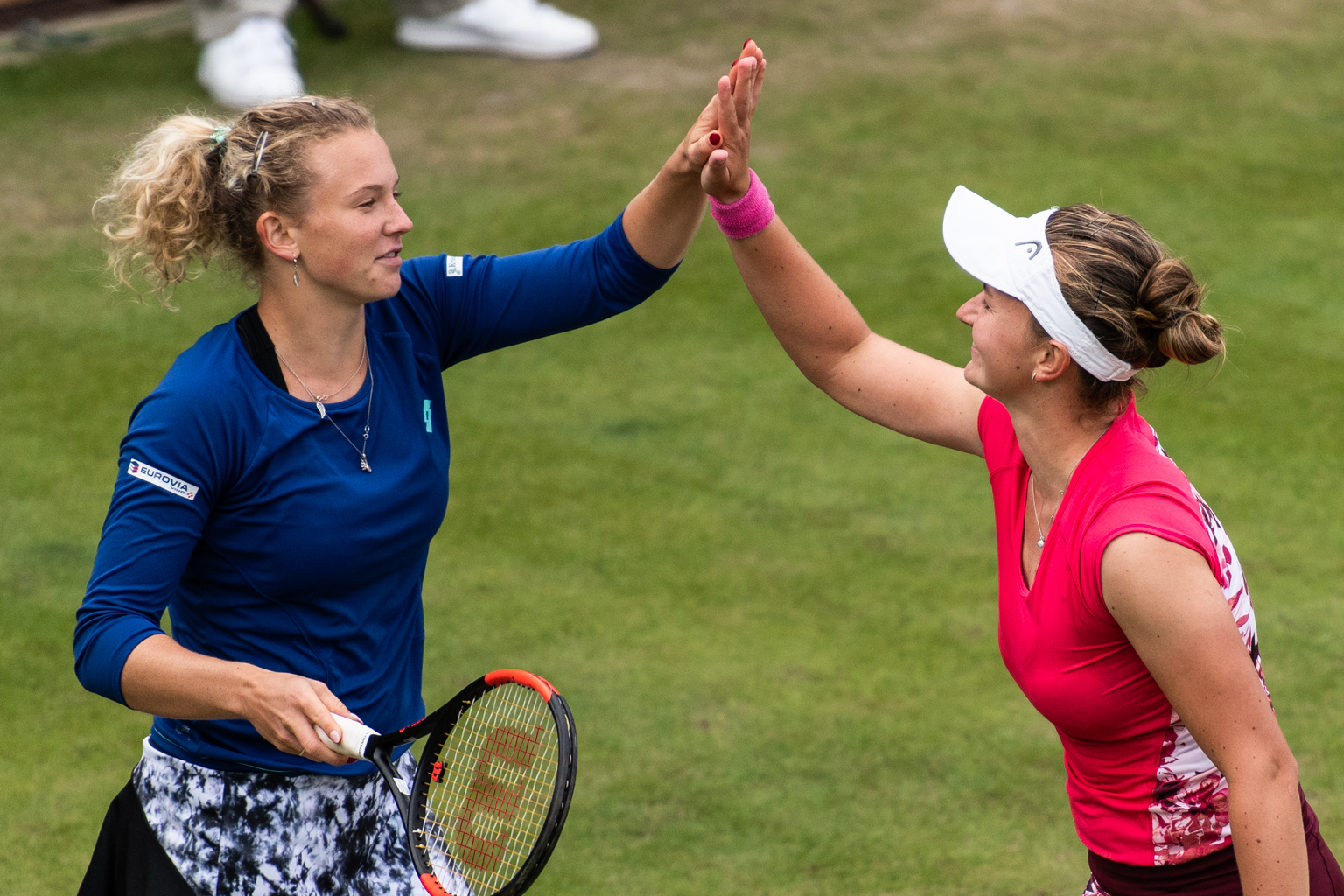
سینیاکووا و کریچیکووا در سال ۲۰۱۸

پس از وقفه‌ای بیش از یک ساله، کریچیکووا و سینیاکووا در سال ۲۰۱۸ دوباره به هم پیوستند.  در اوایل همان سال، آنها به دو فینال دو نفره تور دابلیوتی‌اِی در شنژن و میامی رسیدند.   در تابستان، آنها به اولین فینال گرند اسلم خود رسیدند و با هم پیروز شدند: در مسابقات آزاد فرانسه، زوج ژاپنی اری هوزومی/ماکوتو نینومیا را در یک فینال سریع ست مستقیم شکست دادند،  و در فینال ویمبلدون، آنها نیکول ملیچار/کوتا پسکه ۶–۴، ۴–۶، ۶–۰ .  این بردها کریچیکووا/سینیاکووا را به اولین تیم دونفره تبدیل کرد که بعد از کیم کلایسترس/آی سوگی‌یاما در سال ۲۰۰۳، کانال اسلم را کامل کرد.  این زوج تقریباً سه گانه نوجوان خود را به عنوان تیم برتر در یواِس اُپن تکرار کردند، اما در نیمه نهایی به قهرمانان احتمالی اشلی بارتی/کوکو وانده‌وگ شکست خوردند.  کریچیکووا و سینیاکووا اولین تیمی بودند که در سال ۲۰۱۹ به فینال پایان فصل دابلیوتی‌اِی راه یافتند، جایی که در اولین بازی خود در ماه اکتبر آنها نایب قهرمان تیمئا بابوش و کریستینا ملادنوویچ شدند.   کمی قبل از پایان فصل، تیم به طور مشترک برای اولین بار در ۲۲ اکتبر ۲۰۱۸ به رتبه ۱ دست یافت.  علاوه بر این، آنها به عنوان تیم سال دوبل دابلیوتی‌اِی انتخاب شدند. 
سال بعد، کریچیکووا و سینیاکووا برای دومین سال متوالی به فینال دابلیوتی‌اِی راه یافتند، اما در سال ۲۰۱۹ هیچ عنوان مهمی کسب نکردند  آنها امسال دو تورنمنت، جام راجرز در کانادا و لینز اوپن در اتریش را بردند.  الیسه مرتنس و آرینا سابالنکا آنها را ۶–۳، ۶–۲ در فینال ایندین ولز.  در مسابقات بزرگ، چک در مرحله یک چهارم نهایی اوپن استرالیا به قهرمانان احتمالی سامانتا استوزر/ژانگ شوای شکست خوردند.  به عنوان مدافع عنوان قهرمانی و رتبه اول، آنها در دور اول مسابقات آزاد فرانسه شکست خوردند.  و به نیمه نهایی ویمبلدون رسیدند و در آنجا به گابریلا دابروسکی/شو ییفان باختند.  آنها در بازی رفت و برگشت در فینال دابلیوتی‌اِی سقوط کردند. 
در فصل ۲۰۲۰ که به دلیل همه‌گیری کووید-۱۹ مختل شد، کریچیکووا و سینیاکووا حداقل به نیمه‌نهایی هر شش رویدادی که با هم وارد شدند رسیدند.  تنها عنوان آنها امسال در مسابقات آزاد شنژن بود.  در بازی اصلی، دویدن این تیم به نیمه‌نهایی اوپن استرالیا توسط بازیکن شماره ۱ هسیه سیو-وی/باربورا زالاووا-استریسووا،  پایان یافت و آنها نیمه‌نهایی اُپن فرانسه را به قهرمان‌های احتمالی بابوس/ملادنوویچ باختند.  فینال دابلیوتی‌اِی امسال لغو شد. 

### ۲۰۲۳–۲۰۲۱: بازگشت به شماره ۱، طلای المپیک، گرند اسلم حرفه‌ای
در یک فصل «احیا» در سال ۲۰۲۱، کریچیکووا و سینیاکووا عناوین مهم متعددی را به‌دست آوردند.  در ماه فوریه، آنها با گرفتن جام گیپسلند در استرالیا و کسب مقام نایب قهرمانی در اوپن استرالیا به مرتنز/سابالنکا، قوی شروع کردند.   در حالی که آنها در راندهای اولیه چندین مسابقه بهاری هاردکورت شکست خوردند،  در زمین خاکی در مادرید، موفق شدند با ۶–۴، مقابل دابروفسکی و دمی اسشورش، عنوان دونفره را به دست آورند. ۶-۳ .  در ژوئن، کریچیکووا در سال ۲۰۲۱ اوپن فرانسه عملکردی تاریخی داشت و اولین بازیکنی شد که از زمان ماری پیرس در سال ۲۰۰۰، به طور همزمان در مسابقات انفرادی و دونفره برنده شد  این رویداد، که در آن کریچیکووا یک امتیاز مسابقه را ذخیره کرد نشان دهنده اوج گرفتن او، در مسابقات تک نفره بود.   در فینال دونفره، او و سینیاکووا بتانی ماتک-ساندز شماره شکست دادند / ایگا شفیونتک ۶–۴، ۶–۲.  در مرحله یک چهارم نهایی ویمبلدون این زوج با ۶–۷(۶–۸) به ورونیکا کودرمتووا و النا وسنینا سقوط کردند. ۶–۴، ۹–۷ با وجود داشتن چهار امتیاز بازی برای خود.  چک در بازی‌های المپیک توکیو در ژوئیه تا اوت به مقام اول رسید.  آنها سه تای بریک فوق العاده (از جمله کودرمتووا/وسنینا) را در مسیر مسابقه مدال طلا به دست آوردند که در آن آنها تیم سوئیسی بلیندا بنچیچ / ویکتوریا گولابیچ را ۷–۵، ۶–۱ .   آنها همچنین در فینال دابلیوتی‌اِی ۲۰۲۱ رتبه اول را کسب کردند و برنده شدند، جایی که دو بار Hsieh/Mertens (در مرحله گروهی و فینال) را شکست دادند و سینیاکووا رتبه اول را دوباره به‌دست آورد.  این زوج برای دومین بار به عنوان تیم منتخب سال دابلیوتی‌اِی انتخاب شدند. 
کریچیکووا و سینیاکووا بدون شکست ( ۱۸–۰ ) در مسابقات بزرگ سال ۲۰۲۲ رفتند و هر سه گرند اسلم را که وارد شدند، بردند.  در اوپن استرالیا، آنها چهارمین رشته اصلی خود را با شکست آنا دانیلینا و بتریز حدید مایا در یک فینال نزدیک، ۶–۷(۳–۷) بردند. ۶–۴، ۶–۴ .  آنها نتوانستند از عنوان قهرمانی خود در اوپن فرانسه دفاع کنند زیرا کریچیکووا پس از مثبت شدن آزمایش کووید-۱۹ مجبور شد از قرعه‌کشی دوبل خارج شود.  به عنوان نفر دوم در ویمبلدون، آنها مرتنز/ژانگ را در فینال ۶–۲،  ۶–۴ .  در سپتامبر، پیروزی آنها در مسابقات آزاد آمریکا، گرند اسلم حرفه ای خود را تکمیل کرد. در فینال مقابل جفت کتی مک‌نالی و تیلور تاونزند، چک‌ها در یک ست شکست خوردند و ۱–۴ قبل از رالی شکست خوردند - سینیاکووا گفت «کمی آرام شدیم» - تا ۳–۶، ۷–۵، ۶-۱ .  آنها دوباره به فینال فینال دابلیوتی‌اِی رسیدند، اما ۶–۲, ۴-۶، [11-9] به مرتنز/کودرمتوا، علیرغم برتری ۷–۲ در یک نقطه در تای بریک تعیین کننده.  آنها دوباره به عنوان تیم سال دوبل دابلیوتی‌اِی انتخاب شدند. 
این تیم در آغاز سال ۲۰۲۳ به بازی خوب خود ادامه داد و اولین دفاع از عنوان قهرمانی خود را در مسابقات آزاد استرالیا انجام داد و در فینال ۶–۴ شوکو اویاما/انا شیباهارا را شکست داد. ۶–۳ .   این هفتمین قهرمانی آنها در گرند اسلم بود و تعداد بردهای اصلی آنها را به ۴ مسابقه رساند.  آنها به رکورد کامل خود در سال در ایندین ولز ادامه دادند و در فینال در یک سوپر تای بریک ۱۰–۷ مقابل بئاتریز حداد مایا/لورا سیگموند پیروز شدند.  این تیم در ماه‌های بعد با آسیب‌دیدگی دست و پنجه نرم کرد، از میامی (مچ دست راست سینیاکووا)  و ویمبلدون (پای چپ کریچیکووا)  کنار رفت و در دورهای اولیه مسابقات از فرانسه تا اوپن آمریکا شکست خورد.   آنها در سپتامبر با اولین عنوان خود در شش ماه گذشته در مسابقات آزاد سن دیگو (جایی که کریچیکووا در انفرادی نیز قهرمان شد) به فرم بازگشتند.  آنها در فینال دابلیوتی‌اِی از مرحله گروهی خارج نشدند. هفته بعد، به نمایندگی از جمهوری چک در فینال جام بیلی ژان کینگ، آنها در یک مسابقه تعیین کننده گروهی مقابل ایالات متحده پیروز شدند، اما در بازی تعیین کننده به کانادا، قهرمان نهایی در نیمه نهایی سقوط کردند.  
در ۱۱ نوامبر ۲۰۲۳ساعاتی پس از باخت فینال جام بیلی ژان کینگ، سینیاکووا گفت که تصمیم گرفته است تیم در فصل ۲۰۲۴ هم بازی نکند، اما احتمال اتحاد مجدد در مقطعی مانند بازی‌های المپیک تابستانی ۲۰۲۴ را رد نکرد.   شریک دوبل جدید او به شکارچی طوفان تبدیل شد.

### ۲۰۲۴ قهرمانی آزاد پراگ و المپیک پاریس
کریچیکووا و سینیاکووا در ژوئیه در مسابقات آزاد پراگ ۲۰۲۴ دوباره متحد شدند و اولین عنوان خود را با هم در زمین خانگی با شکست دادن وایلد کارت‌های بتانی ماتک-ساندز و لوسی سافارووا در فینال به دست آوردند.   آنها همچنین در بازی های المپیک تابستانی ۲۰۲۴ با هم متحد شدند و در یک چهارم نهایی به میرا آندریوا و دیانا اشنایدر باختند. 

## سبک بازی
کریچیکووا و سینیاکووا به لطف سال‌ها بازی با هم، در زمین خیلی خوب با هم ارتباط برقرار می کنند.   مهارت‌های آن‌ها شامل بازتاب سریع در تور (مخصوصا سینیاکووا)، ضربه زدن هوشمند از خط پایه (مخصوصا کریچیکووا) و توانایی لاب کردن است.  تیم اغلب از یک فرم I استفاده می‌کند که بازیکن تور قبل از سرویس در مرکز زمین خمیده است. 
تضاد شخصیتی بازیکنان از اولین سال همکاری آنها مورد توجه بوده است.  کمتر تحریک پذیر در نظر گرفته می‌شود. او ‌مانی از سینیاکووا به عنوان «نیمه وحشی من» یاد کرد 

## جدول زمانی عملکرد
| W | F | SF | QF | #R | RR | Q# | A | P | Z# | PO | G | F-S | SF-B | NMS | NH |

فعلی تا فینال جام بیلی ژان کینگ ۲۰۲۳.

## فهرست فینال‌ها

### فینال تور دابلیوتی‌اِی

#### دونفره: ۲۳ ( ۷عنوان، ۶ نایب قهرمان)
| افسانه          |
| --------------- |
| گرند اسلم (7–1) |
| المپیک (1–0)    |
| فینال WTA (1–2) |
| WTA 1000 (3–2)  |
| WTA 500 (2–0)   |
| WTA 250 (4–1)   |

| فینال بر اساس سطح |
| ----------------- |
| سخت (11-6)        |
| خاک رس (4–0)      |
| چمن (2–0)         |
| فرش               |

توجه: مسابقات از آرشیوهای رسمی WTA تهیه شده است

## جوایز

### جوایز دابلیوتی‌اِی
- تیم منتخب سال دونفره : ۲۰۱۸، ۲۰۲۱ و ۲۰۲۲ [۵۴] [۵۵]

### قهرمانان آی‌تی‌اِف جهان
- قهرمانان جهانی آی‌تی‌اِف: ۲۰۱۸، ۲۰۲۱ و ۲۰۲۲